# Michael Melchior
Michael Melchior (født 31. januar 1954) er overrabbiner for Norge og tidligere medlem af det israelske parlament for partiet Meimad.

## Familie
Michael Melchior er barnebarn af Marcus Melchior og søn af tidligere overrabbiner Bent Melchior.
Han blev den 18. august 1974 gift Hanna Beilin med hvem han har børnene Eitan (f. 1976, d. 2012), Joav (f. 1978), Jair (f. 1982), Noam (f. 1984) og Amit (f. 1990).[kilde mangler]
Sønnen Joav Melchior blev rabiner ved synagogen i Oslo i august 2006.[kilde mangler]  Sønnen Jair Melchior blev andenrabbiner ved synagogen i København i august 2013 og enerabiner i august 2014.
Michael Melchior emigrerede til Israel (1985)[kilde mangler]

## Karriere som religiøs leder
Melchior har været overrabiner for Norge siden 1980.
Siden 1986 har han været rabbiner for en menighed i Jerusalem.
- Får sin semikhá (ordination) som rabbiner fra Yeshivat Hakotel i Jerusalem (1986).[kilde mangler]

I 2012 var Melchior i tale som overrabbiner for Storbritanniens 409 synagoger, der har omkring 70% af landets 270.000 jøder tilknyttet.

## Politisk karriere
Melchior blev formand for partiet Meimad i 1995. 
Han blev valgt ind i Knesset i maj 1999 og sad der frem til 2009.
Fra august 1999 og til marts 2001 var han Minister for sociale og Diaspora anliggender.
Senere var han formand for Knessets komité for uddannelse, kultur og sport.
- Viceudenrigsminister for Diaspora anliggender (2001-2002).[kilde mangler]

Melchior blev involveret i politik , da Meimad blev dannet kort før valget i 1999 på grundlag af en bevægelse begyndt af Yehuda Amital i 1988. Partiet sluttede sig til partierne Gesher og Labour i alliancen Et Israel. Alliancen vandt 26 pladser ud af Knessets 120, og Melchior tog den plads, som var reserveret til Meimad. Han blev udnævnt til Minister for sociale og Diaspora anliggender i Ehud Baraks regering. [kilde mangler]
Da Barak i 2001 tabte en Særlig Afstemning Om Statsminister (proceduren afskaffet 2003) til Ariel Sharon, tabte Melchior også sin ministerpost, men blev udnævnt til vice-udenrigsminister for Diaspora Anliggender, endskønt han mistede sit job i november 2002, da Labour trak sig ud af Den Nationale Enhedsregering, Sharon havde dannet.
Han genvalgtes i 2006 og er nu formand for Uddannelse,Kultur og Sport udvalget samt "Social- og Miljø"-lobbyen i Knesset.[kilde mangler]

## Tillidshverv og priser
Melchior er medlem af Verdens Zionistorganisations lederskab. 
Han har været international leder af Elie Wiesel Fonden.
Han har været administrator for flere menneskerettigheds-, immigrations- og uddannelses-organisationer, og desuden medlem af Elijah Interfaith Institute bestyrelse af verdensregionsledere.
Åbner den første ManScan (Manchester-Scandinavia) konference i Hillel House i Manchester.
Tildeles ved den lejlighed George Elias prisen for sit arbejde med jødisk uddannelse i og uden for Israel. (feb.2008)[kilde mangler]